# 上髁炎
上髁炎（英語：Epicondylitis）是一種肌肉骨骼疾病 ，是指上髁炎症 。由重複性動作所引起。在運動員中，與技術水準不足有相關 。大約95％的病例採用非手術治療就能有效果。 
包括： 
- 外上髁炎又稱為網球肘 。
- 内上髁炎又稱為高爾夫球肘（英语：golfer's elbow）（也稱為投手肘）。